# 氟氧化氯
氟氧化氯（Chlorosyl fluoride）是一种无机化合物，化学式为F-Cl=O，它是次氟酸氯的同分异构体，发现于1930年。它可在氯酰氟的热分解中生成，或在一氧化二氯和一氟化氯的反应中生成：
{\displaystyle {\ce {Cl2O + ClF -> Cl2 + FClO}}}
它不稳定，会发生歧化反应：
{\displaystyle {\ce {2FClO -> ClF + FClO2}}}
{\displaystyle {\ce {2FClO -> 2ClF + O2}}}